# Ernst Kraft
Pour les articles homonymes, voir Kraft.
Ernst Kraft (né le 25 mai 1924 à Selm et mort le 10 mai 2001) est un homme politique allemand de la CDU.

## Biographie
Ernst Kraft est diplômé de l'école primaire et de l'école professionnelle et termine sa formation de mouleur. À partir de 1942, il travaille comme ouvrier qualifié.
En 1949, Ernst Kraft devient membre du syndicat de l'industrie métallurgique. En 1952, il rejoint la CDU et devient membre du conseil municipal de Selm. Là, il est maire de 1962 à 1964 et à partir de 1969. Il est maire du bureau de Bork de 1967 à 1974.
Ernst Kraft est du 28 mai 1975 au 28 mai 1980 membre du Landtag de Rhénanie-du-Nord-Westphalie pour la 88e circonscription Lüdinghausen et du 29 mai 1980 au 29 mai 1985 via la liste d'État.

## Honneurs
- 1983: Officier de l'ordre du Mérite de la République fédérale d'Allemagne
- 1995: Ordre du Mérite de Rhénanie-du-Nord-Westphalie